# Stanhopea guttulata
Stanhopea guttulata är en orkidéart som beskrevs av John Lindley. Stanhopea guttulata ingår i släktet Stanhopea och familjen orkidéer. Inga underarter finns listade i Catalogue of Life.

## Bildgalleri

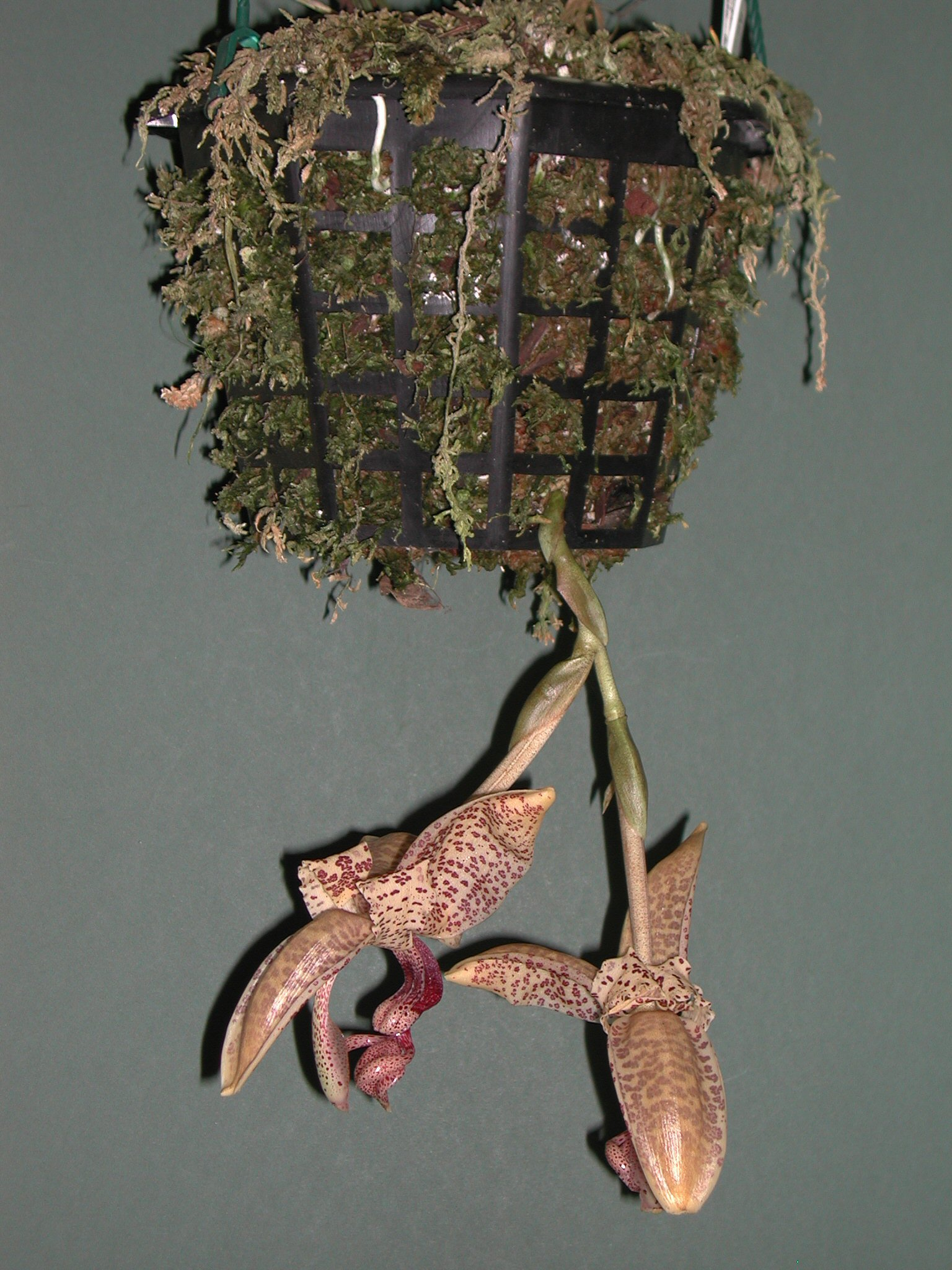
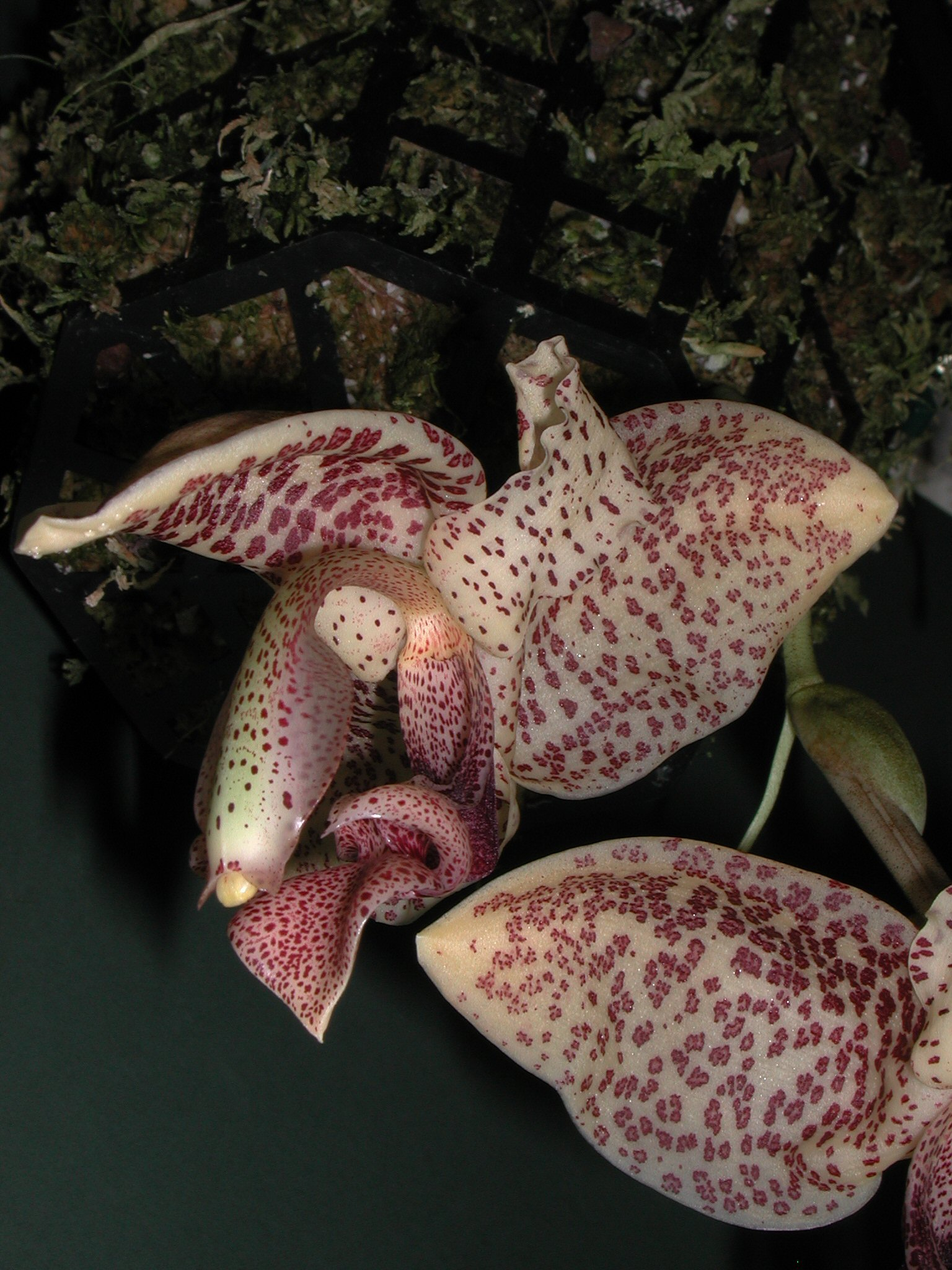
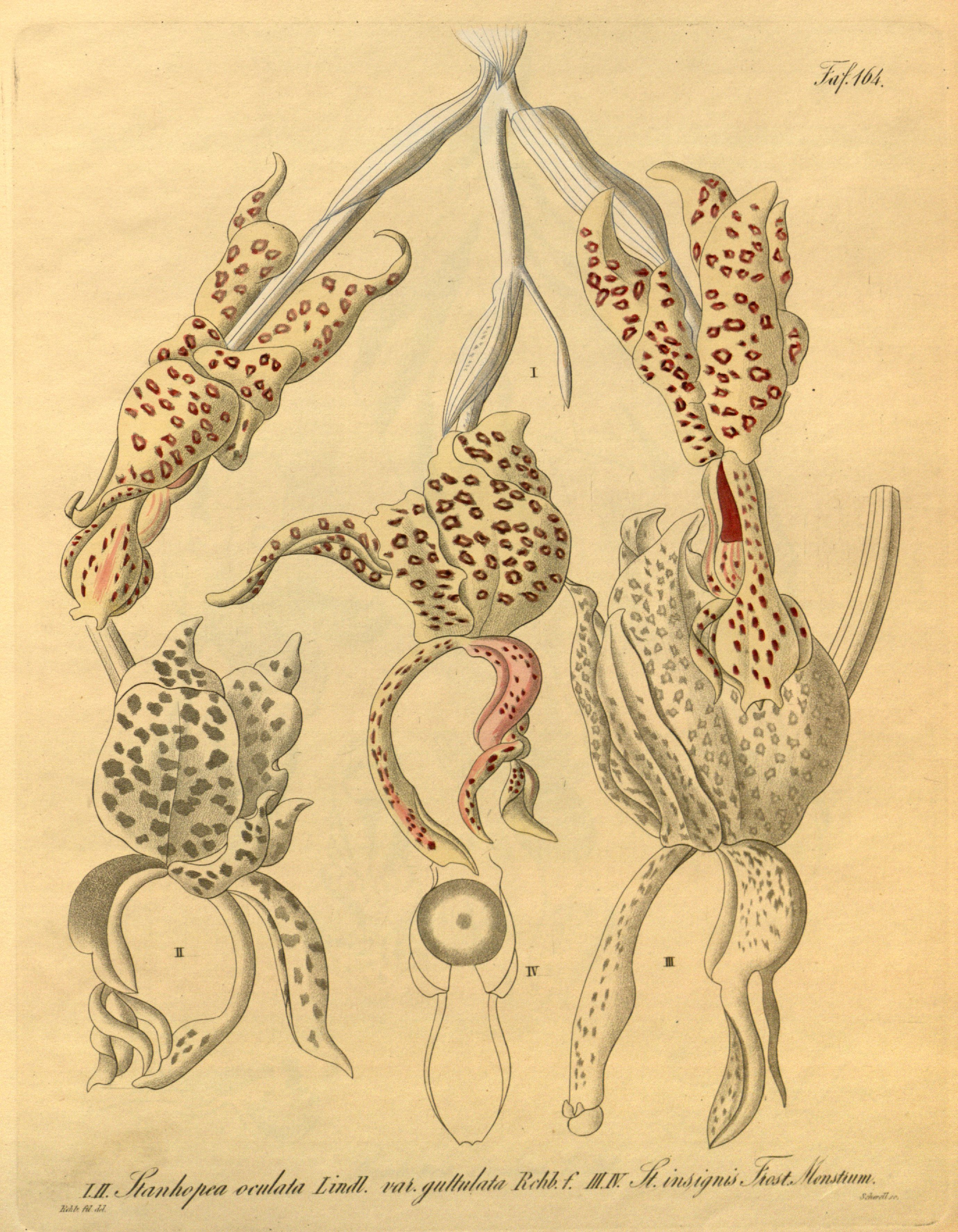